# ルートヴィヒ・ベルネ

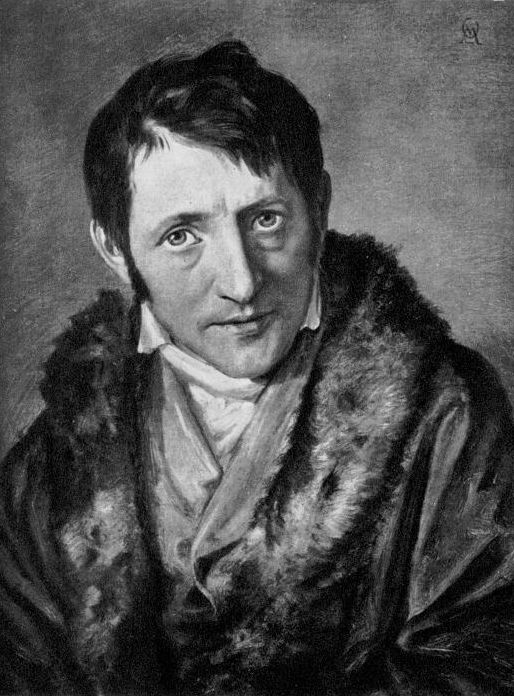
ルートヴィヒ・ベルネ

カール・ルートヴィヒ・ベルネ（Karl Ludwig Börne, 1786年5月6日 - 1837年2月12日/2月13日）はドイツの政治的作家、文芸評論家。

## 生涯
フランクフルト・アム・マインのユダヤ教徒コミュニティーにレープ・バルーフ Löb Baruch として生まれる。
父ヤーコプ・バルーフは銀行業を営んでいた。
1818年ルター派に改宗。
1830年の七月革命以降パリに移住し、「Briefe aus Paris, 1830-1833」を完成させる。